# Зданович, Гавриил Станиславович
Гавриил Станиславович Зданович (27 марта (10 апреля) 1900 года, д. Кривошин, ныне Ляховичский район, Брестская область, Белоруссия — 6 июля 1984 года, Воронеж) — советский военачальник, генерал-майор (17.11.1943). Герой Советского Союза (8.09.1945).

## Биография
Гавриил Станиславович Зданович родился 10 апреля 1900 года в деревне Кривошин ныне Ляховичского района Брестской области Белоруссии в крестьянской семье. Остался без отца в 9 лет. Во время Первой мировой войны в 1915 году при приближении к селу германских войск мать с детьми была эвакуирована и в пути умерла от холеры. Воспитывался в детском приюте в селе Солоница Полтавской губернии, где окончил 6-й класс начальной школы, получил образование сапожника и начал работать подмастерьем.

### Гражданская война
В июле 1919 года добровольцем вступил в ряды Красной Армии. Участник Гражданской войны. Был зачислен на Кременчугские командные пехотные курсы. В октябре курсы были эвакуированы в Петроград, там Здановича перевели на 4-е командные пехотные курсы. В составе сводного отряда курсантов участвовал в обороне Петрограда под Пулковым и Детским Селом от войск генерала Н. Н. Юденича. На фронте заболел тифом. После излечения в марте 1920 года направлен на командные курсы при штабе 14-й армии в Кременчуге, окончил их в том же году. После окончания — командир взвода 3-го запасного батальона 14-й армии, с января 1921 — командир взвода 518-го стрелкового полка в 58-й стрелковой и в 25-й стрелковых дивизиях. Воевал против бандитизма в Подольской и Киевской губерниях. В 1921 году вступил в ВКП(б).

### Межвоенное время
Продолжал службу после войны в 25-й стрелковой Чапаевской дивизии командиром взвода и помощником командира роты 221-го стрелкового полка.  С февраля 1923 по октябрь 1924 года служил командиром взвода, помощником командира роты и командиром роты в 74-м Крымском стрелковом полку. Затем направлен на учёбу и в 1925 году окончил повторное отделение среднего комсостава при 5-й объединённой Харьковской школе червоных старшин имени ВУЦИК. После окончания школы вернулся в свой полк, продолжил командовать ротой. В октябре 1928 года направлен учиться в академию.
В 1931 году окончил Военную академию РККА имени М. В. Фрунзе. С мая 1931 по март 1933 — начальник штаба 4-го танкового полка в Украинском военном округе (Харьков). В декабре 1933 года окончил Академические курсы усовершенствования технического состава при Военной академии механизации и моторизации РККА имени И. В. Сталина. С июня 1934 года служил помощником начальника 3-го отдела Автобронетанкового управления РККА. С июня 1936 года майор Зданович был командиром батальона курсантов Горьковского бронетанкового училища имени И. В. Сталина, с октября 1938 — старшим преподавателем тактики Ульяновского бронетанкового училища имени В. И. Ленина, с июня 1939 года — начальник учебной части Куйбышевского вечернего отделения Военной академии РККА имени М. В. Фрунзе, почти весь 1940 год временно исполнял должность начальника этого отделения.
С января 1941 года — начальник оперативного отдела — заместитель начальника штаба 66-го стрелкового корпуса, который формировался в Приволжском военном округе.

### Великая Отечественная и советско-японская войны
Принимал участие в боях на фронтах Великой Отечественной войны с июля 1941 года. Ещё в июне 1941 года корпус был передан 21-й армии и прибыл с ней на Центральный фронт, затем передан 3-й армии, в августе возвращен в 21-ю армию на Брянский фронт. Участвовал в Смоленском сражении и в Рославльско-Новозыбковской наступательной операции. В сентябре корпус передали вместе с армией на Юго-Западный фронт, где вскоре он попал в «Киевский котёл». Полковник Зданович находился в окружении с 27 сентября по 19 октября, из которого вышел с боями под Пирятином (Полтавская область). Поскольку вышел он без документов и без оружия, то после выхода ему пришлось проходить проверку в особом отделе 12-й армии.
С ноября 1941 года был начальником штаба 4-й стрелковой дивизии на Южном фронте, участвовал в Донбасской оборонительной операции и в Барвенково-Лозовской наступательной операции. С марта 1942 — заместитель командира 197-й стрелковой дивизии (формировалась в Северо-Кавказском и Сталинградском военных округах, а с 12 июля вступила в Сталинградскую битву в составе 63-й армии Сталинградского фронта.
В августе 1942 года полковник Г. С. Зданович был назначен на должность командира 203-й стрелковой дивизии, которая 22 августа 1942 года форсировала реку Дон и закрепилась на противоположном берегу, нанеся поражение итальянским войскам, участвовала в контрнаступлении под Сталинградом и в Среднедонской наступательной операции, освободив в декабре город Краснокутск и станицу Скосырская. Затем в составе Юго-Западного фронта в феврале 1943 года в ходе Ворошиловградской наступательной операции дивизия освобождала города Краснокутск, Краснодон, Свердловск и Ровеньки. Затем дивизия успешно наступала в ходе Донбасской наступательной операции в составе 12-й армии Юго-Западного фронта. В начавшейся битве за Днепр в октябре того же года в ходе Запорожской операции освободила город Запорожье, за что приказом Верховного Главнокомандующего И. В. Сталина дивизия получила почётное наименование «Запорожская». Сам же командир дивизии полковник Зданович за героизм при формировании Днепра в октябре 1943 года был представлен к званию Героя Советского Союза, командующий армией генерал А. И. Данилов поддержал представление, но командующий фронтом Р. Я. Малиновский награду заменил на орден Ленина.
С февраля по апрель 1944 года 203-я Запорожская стрелковая дивизия (66-й стрелковый корпус, 3-й Украинский фронт) под командованием генерал-майора Здановича принимала участие в Никопольско-Криворожской и Одесской операциях, в ходе которых были освобождены Никополь, Николаев и Одесса.
15 мая 1944 года в боях за Днестровский плацдарм Г. С. Зданович был ранен. Через два месяца после излечения вновь принял командование этой же дивизией. Участвовал в Будапештской наступательной операции, где дивизия 7 ноября 1944 года форсировала реку Тиса, наступала с него северо-восточнее Будапешта и одной из первых вышла на венгерско-чехословацкую границу.
13 апреля 1945 года в ходе Братиславско-Брновской операции дивизия под командованием Здановича в составе 49-го стрелкового корпуса (53-я армия, 2-й Украинский фронт) освободила словацкий город Годонин. Завершила дивизия войну в Пражской наступательной операции, освободив города Комарно, Нове-Замки, Шурани и Врабле. За успешные сражения весной 1945 года дивизия была награждена орденом Суворова 2-й степени.
С окончанием Великой Отечественной войны вся 53-я армия была переброшена в район монгольского города Чойбалсан и там вошла в состав Забайкальского фронта. В августе 1945 года генерал-майор Г. С. Зданович принимал участие в советско-японской войне, во время которой умело руководил боевыми действиями частей 203-й Запорожской стрелковой дивизии в Хингано-Мукденской наступательной операции. Дивизия совершила 1500-километровый марш через степи, преодолела горы Большого Хингана, форсировала реку Ляохэ, выйдя в район города Фусинь (КНР). Японским войскам были нанесены большие потери.
По иронии судьбы, при награждении повторилась история двухлетней давности с точностью до наоборот. На этот раз командующий фронтом Р. Я. Малиновский не согласился с представлением о награждении Г. С. Здановича орденом Красного Знамени и представил его к присвоению звания Героя Советского Союза.
Указом Президиума Верховного Совета СССР от 8 сентября 1945 года за умелое командование дивизией, образцовое выполнение боевых заданий командования и проявленные мужество и героизм в боях с японскими милитаристами генерал-майору Гавриилу Станиславовичу Здановичу присвоено звание Героя Советского Союза с вручением ордена Ленина и медали «Золотая Звезда» (№ 4772).

### Послевоенная карьера
С окончанием войны Зданович продолжил службу в Советской Армии. Командовал той же дивизией, с февраля 1946 — командир 49-го стрелкового корпуса в Восточно-Сибирском военном округе. С октября 1946 года был начальником курса военно-исторического факультета Военной академии имени М. В. Фрунзе. С октября 1948 года — председатель Тамбовского областного комитета Добровольного общества содействия армии (ДОСАРМ, с августа 1951 года — ДОСААФ).
Избирался депутатом Тамбовского областного Совета от Кирсановского района. В августе 1953 года генерал-майор Г. С. Зданович уволен в запас.
Жил в Воронеже. Умер 6 июля 1984 года. Похоронен на Юго-Западном кладбище в Воронеже.

## Награды
- Медаль «Золотая Звезда» Героя Советского Союза (8.09.1945)
- Три ордена Ленина (19.03.1944, 21.02.1945[5], 8.09.1945)
- Четыре ордена Красного Знамени (27.03.1943, 31.10.1944, 3.11.1944[5], 15.11.1950[5])
- Орден Суворова II степени (26.10.1943)
- Орден Кутузова II степени (30.04.1945)
- Орден Отечественной войны I степени (11.03.1985)[6]
- Медаль «За отвагу» (28.10.1967)[7]
- Медали СССР[8]
- Знак «50 лет пребывания в КПСС»
- Орден Красной Звезды (30.04.1970, Чехословакия)
- Орден «Защита Отечества» III степени (Румыния)
- Медаль «25 лет освобождения Румынии» (03.11.1969, Румыния)
- Медали иностранных государств

## Память
- Имя Героя в 1992 году присвоено средней школе в Кривошине Ляховичского района Брестской области (Беларусь)[9], в ней действует школьный музей, одна из экспозиций которого посвящена Г. С. Здановичу[10].
- В Кривошине именем Г. С. Здановича названа улица и на ней установлена мемориальная доска.
- В 2005 году установлена мемориальная доска на доме № 51 по улице Ломоносова в Воронеже, в котором в 1958-1984 годах жил Герой.

## Сочинения
- Зданович Г. С. Идём в наступление / Литературная запись Л. П. Максимова. — М.: Воениздат, 1980. — 181 с. — (Военные мемуары). — 65 000 экз.